# ピアシティ石岡
ピアシティ石岡（ピアシティいしおか）は、茨城県石岡市石岡にあるショッピングセンター。
石岡駅近くのアルコール工場跡地に、2008年9月26日にグランドオープンした。

## 概要
石岡市内のカスミ店舗では、このピアシティ石岡の2008年9月24日を皮切りに、他の市内3店舗も同年10月1日からレジ袋が有料化され、2009年3月からは、市内のスーパーマーケットチェーンすべてでレジ袋が有料化されている。
石岡市内には、核店舗であるカスミもフードオフストッカー石岡東店、八郷店があり、その他にも、カスミと同じイオングループのイオンをキーテナントとする石岡ショッピングセンターぱれっと、セブン&アイ・ホールディングスのヨークベニマルを核店舗とするヨークタウン石岡、同じくヨークベニマルを核店舗とするフォレストモール石岡が存在している。
スーパーマーケットも市内に同じヨークベニマルを始め、セイブ、タイヨー、ベイシアがある。またドラッグストアも、同じイオングループのウエルシアをはじめ、ツルハドラッグ、クスリのアオキが店舗を構え、しのぎを削っている。TSUTAYAは以前同市内にTSUTAYAヤマニ石岡店を経営していた株式会社ヤマニが運営していたが廃業の為、ブックエースに譲渡し営業を続けている。

## 主なテナント
- Food SQUARE KASUMI石岡中央店
- 西松屋
- ABCマート
- auスタイル
- TSUTAYAピアシティ石岡店
- セイジョー（ドラッグストア）[2]
- MIXMAXFACTORY

## 交通アクセス
- 鉄道
  - 石岡駅から500m。
- 道路
  - 国道6号・茨城県道52号石岡城里線

## 周辺
- 石岡市役所
- 茨城県立石岡第一高等学校
- スポーツプラザ石岡
- 石岡市消防本部
- 石岡警察署